# Bailu, Lushan
Bailu är en köping i Kina. Den ligger i provinsen Jiangxi, i den sydöstra delen av landet, omkring 91 kilometer norr om provinshuvudstaden Nanchang. Antalet invånare är 27 161. Befolkningen består av 13 108 kvinnor och 14 053 män. Barn under 15 år utgör 21,0 %, vuxna 15-64 år 71 %, och äldre över 65 år 7,0 %.
Runt Bailu är det ganska tätbefolkat, med 248 invånare per kvadratkilometer. Närmaste större samhälle är Shahejie, 20,0 km nordväst om Bailu. Trakten runt Bailu består till största delen av jordbruksmark.
Genomsnittlig årsnederbörd är 2 294 millimeter. Den regnigaste månaden är maj, med i genomsnitt 338 mm nederbörd, och den torraste är januari, med 74 mm nederbörd.